# Бебек джамия
Бебек джамия (на турски: Bebek Camii), официално Хюмаюн-у Абад джамия (на османски турски: Hümayûn-u Âbad Cami, Просперираща императорска джамия) е джамия, построена през 1913 г., разположена в квартал Бебек на район Бешикташ в Истанбул, Турция.
Джамията Бебек е проектирана от Мимар Кемаледин (1870 – 1927) в архитектурния стил на Първото национално архитектурно движение и е построена в Бебек на мястото на джамия, която е поръчана от великия везир Невшехирли Дамат Ибрахим паша (1666 – 1730).
Разположена е във вътрешен двор, заобиколен от ниски бетонни стени на булевард Джевдет паша, зад кея Бебек в залива Бебек на Босфора. Джамията има квадратен план и е изградена от варовиков камък. Основният купол се поддържа от четири полукупола, разположени върху осем рамки. Има шест сводести прозореца, по два отпред и отзад и по един отстрани, и общо 28 малки сводести прозореца над тях. Джамията има многоъгълно минаре върху висока основа, долепена до западната стена. Долната страна на балкона на минарето е украсена с три реда мукарни. Входът на минарето е до нартекса извън джамията.